# Stanley Thompson
Stanley Thompson (18 septembre 1893 - 4 janvier 1953) est un concepteur de terrain de golf. Il est le cofondateur de l'American Society of Golf Course (en).

## Biographie
Né le 18 septembre 1893 à Toronto, il a reçu son diplôme du Malvern Collegiate Institute (en) et a étudié au collège de l'Agriculture de l'Ontario (faisant maintenant partie de l'Université de Guelph) durant un an. Il a servi au sein de l'Armée de terre canadienne durant la Première Guerre mondiale. Au retour de la guerre, il prit sa profession d'aménageur de terrain de golf à temps plein. Il se lança à son propre compte en 1923. Il y avait durant les années 1920 une vague de construction de nouveaux terrains.
Il aménagea des terrains de golf entre 1912 et 1952, principalement au Canada avec comme philosophie de conserver la topographie originale la plus au naturel possible. Il reçut sa formation de George Cumming, un golfeur professionnel du Toronto Golf Club (en), qui a aménagé de nombreux terrain au tournant du XXe siècle.
Il doit sa notoriété pour avoir aménagé les terrains de golf du Fairmont Banff Springs, et des terrains de golf des parcs nationaux de Jasper, Fundy et des Hautes-Terres-du-Cap-Breton, les quatre étant situé dans des parcs nationaux du Canada. Il est cofondateur en 1948 avec Donald Ross du American Society of Golf Course Architects (en), et il a formé de nombreux aménagistes, dont Robert Trent Jones. 
La Stanley Thompson Society fournit une liste de 178 parcours que Thompson a dessinés, construits ou remodelés entre 1912 et 1953:
- Canada: 144 parcours
- États-Unis: 26 parcours
- Brésil: 4 parcours
- Colombie: 2 parcours
- Jamaïque: 2 parcours

Thompson a été introduit au temple de la renommée du golf canadien (en) en 1980. L'historien du golf James A. Barclay (en) lui a écrit une biographie intitulé The Toronto Terror.